# Брише при Полховем Градцу
Брише при Полхов Градец (словен. Briše pri Polhovem Gradcu) је насељено место у општини Доброва-Полхов Градец, Средњесловенска регија, Словенија.

## Историја
До територијалне реорганизације у Словенији биле су у саставу града Љубљане, односно старе општине Вич–Рудник.

## Становништво
У попису становништва из 2011. године, Брише при Полховем Градцу су имале 165 становника.
| Број становника према пописима | Број становника према пописима | Број становника према пописима |
| ------------------------------ | ------------------------------ | ------------------------------ |
| 1991                           | 2002                           | 2011                           |
| 151                            | 155                            | 165                            |

Напомена: До 1953. исказивано под именом Брише.

## Галерија
- табла на улазу
- капелица
- капелица